# Hugh Chisholm
Hugh Chisholm (Londra, 22 febbraio 1866 – Londra, 29 settembre 1924) è stato un giornalista britannico, curatore della 10ª, 11ª e 12ª edizione dell'Enciclopedia Britannica.
Era fratello della matematica inglese Grace Chisholm Young (1888-1944) e figlio di Henry Williams Chisholm (1809–1901), membro del comitato di standardizzazione delle unità di misura e di peso, interno al Board of Trade inglese.

## Biografia
Frequentò l'antica scuola pubblica mista di Felsted, nel'Essex, e, successivamente, il collegio Christ Church dell'Università di Oxford, dove nel 1888 si laureò in Literae Humaniores con la massima valutazione. Divenne lettore del Bar College di Oxford e, quattro anni più tardi, fu ammesso nella Middle Temple, associazione professionale di giuristi inglesi.
Nel 1892 fu assunto come assistente redattore del quotidiano serale londinese The St James's Gazette, dove fu promosso redattore nel 1897. Durante tale periodo, firmò numerosi articoli su argomenti politici, finanziari e letterari per varie riviste settimanali e mensili, che lo resero noto come critico letterario e pubblicista di stampo conservatore. Nel 1899, lasciò il giornale per assumere il ruolo di caporedattore dell'Evening Standard.
Nel 1900 fu chiamato dal times a collaborare, nella veste di condirettore del quotidiano, alla stesura degli undici volumi della 10ª dell'Enciclopedia Britannica. Il gruppo di lavoro era formato anche da Donald Mackenzie Wallace, corrispondente estero dall'Asia e dal presidente dell'Università di Yale Arthur Twining Hadley. Nel 1903 divenne caporedattore dell'11ª edizione che fu completata nel 1910 e pubblicata l'anno seguente dalla Cambridge University Press nel 1911.
Chisholm fu proposto come nuovo direttore del Times in alternativa a Dawson, finché fu nominato caporedattore nel 1913, al ritorno dall'America dove aveva curato la pubblicazione del The Britannica Year-Book ("Annuario della Britannica"). Nell'agosto 1913 fu nominato direttore della società.
Dopo aver seguito l'informazione finanziaria durante la Prima Guerra Mondiale, nel 1920 rassegnò le dimissioni per dedicarsi ai tre volumi della dodicesima edizione dell'Encyclopædia Britannica, dati alle stampe nel 1922.
Morì a Londra il 29 settembre 1924.